# Torre del Pontón
Para las otras «torres de Linares», véase Torre de Linares.
La torre del Pontón, a veces llamada torre de Linares, es una estructura medieval situada en Linares (municipio de Peñarrubia, Cantabria, España). Construida en piedra de sillería arenisca de espesor 80 cm y cubierta por la yedra, posee un arco apuntado a modo de entrada y almenas bien conservadas. Hace pocos años se realizaron en ella labores de conservación. Hoy en día sirve de museo. La torre del Pontón fue declarada bien de interés cultural en 1992.
Posesión de la familia Linares, señores del valle de Peña Rubia, fue construida en el siglo XIV para controlar el paso de personas por dicho valle.
Posee una planta cuadrada de 9 m de lado y un alzado de 14 m de altura dividido en 4 plantas, donde la probablemente la baja sirvió de establo, la primera de almacén de grano, la segunda contuvo las dependencias señoriales y la última se reservó a la vigilancia en las almenas. Las esquinas de sus muros miran hacia los puntos cardinales.
Cerca de ella se encuentran los restos de otras dos torres: la Torre de Piedrahíta y la de Berdeja.